# جوانا، أميرة بيرا
جوانا، أميرة بيرا (18 سبتمبر 1635 - 17 نوفمبر 1653) كانت إنفانتا برتغالية (أميرة) حيث كانت الأبنة الكبرى لـ جواو الرابع ملك البرتغال ولويزا دي غوزمان، وعلى نحو هذا كانت أول أميرة بيرا في البرتغال.
توفيت غير متزوجة في 1653 عن العمر يناهز الثمانية عشر، ودفنت أولا في دير جيرونيموس ثم نقل جثمانها إلى دير ساو فيسنتي دي فورا.